# Buclovany
Buclovany – wieś (obec) na Słowacji, w kraju preszowskim w powiecie Bardejów. Pierwsze wzmianki o miejscowości pochodzą z roku 1345.
Według danych z dnia 31 grudnia 2016 wieś zamieszkiwało 208 osób, w tym 100 kobiet i 108 mężczyzn.
W 2001 roku względem narodowości i przynależności etnicznej 99,17% populacji stanowili Słowacy.